# Porte de la Macarena
Pour les articles homonymes, voir La Macarena.
La porte de la Macarena (puerta de la Macarena en espagnol), populairement appelée arc de la Macarena (arco de la Macarena), connue du temps de la domination musulmane sous le nom de porte de Bab–al-Makrin, est une ancienne porte de ville qui permettait jusqu'au milieu du XIXe siècle d'accéder au centre historique de Séville, en Espagne. Elle est de style almoravide, malgré les caractéristiques de l'architecture classique que lui ont conférées les restaurations effectuées au XVIIIe siècle.
Avec la porte de Cordoue, le guichet de l'Huile (espagnol : Postigo del Aceite) et le guichet de l'Alcazar, elle est une des quatre portes, sur les dix-neuf portes et guichets que comptait la ville au XIXe siècle, à avoir échappé à la destruction de la muraille après la Révolution de 1868.

## Histoire

### La domination musulmane
En 844, durant la domination musulmane, Séville, et avec elle ses murailles romaines datant du Ier siècle av. J.-C., fut rasée par les Vikings,. Abd al-Rahman II, quatrième émir omeyyade de Cordoue, les fit reconstruire. Elles furent à nouveau détruites, ainsi que leurs portes, sur ordre de son arrière-arrière-petit-fils, Abd al-Rahman III, huitième émir et premier calife omeyyade de Cordoue, en 913, dans le but d'affaiblir Séville afin d'éviter qu'elle ne fasse sécession de Cordoue, dont il avait fait la capitale d'Al-Andalus. Certains historiens comme Juan de Mata Carriazo y Arroquia (es) pensent malgré tout que seules les portes furent abattues.
En 1023, Abbad Ier, premier roi maure occupant la taifa de Séville, ordonna l'érection de nouvelles murailles pour protéger la ville des troupes chrétiennes. Ces murailles, probablement en terre, suivaient le tracé de l'ancienne enceinte romaine. Entre les XIe et XIIe siècles, après les batailles contre les rois Alphonse VI et Alphonse VII, notamment sous le règne du sultan almoravide Ali Ben Youssef, entre 1125 et 1134, l'enceinte fut étendue à près du double de sa surface, englobant ainsi les édifices, terrains, hameaux et exploitations agricoles se trouvant auparavant en dehors de l'enceinte primitive. De plus, un fossé fut creusé le long de la muraille. C'est durant cette période que fut construite la Porte de la Macarena, appelée alors Porte de la Campagne par les Arabes,.

### Après la Reconquista:XIIIeauXVIesiècle
Ferdinand III de Castille, après la reconquête de la ville en 1248, laissa les murailles intactes. C'est par la Porte de la Macarena que l'infant Fadrique de Castille entra à Séville, où il sera assassiné, en 1358. Les monarques des siècles suivants prirent l'habitude, dans les cérémonies de Joyeuse Entrée, lorsqu'ils prêtaient le serment de respecter les coutumes de la ville, de prendre possession d'une des portes, de grande importance sociale ou stratégique, comme symbole de pouvoir. À la Porte de la Macarena prêtèrent serment Isabelle Ire en 1477, Ferdinand II en 1508, Charles Quint et Isabelle de Portugal en 1526 et finalement Philippe IV en 1624. Elle faisait partie des portes qui restaient ouvertes la nuit.

### LesXVIIIeetXIXesiècles
L'aspect de la porte du XXIe siècle (la dernière rénovation, une consolidation de l'arc, date de 1998) diffère beaucoup de celui qu'elle avait jusqu'au XVIIIe siècle, lorsqu'elle fut totalement transformée. À l'origine, il s'agissait d'un petit fortin composé, extra-muros, d'un arc crénelé, sur lequel était inscrite la devise Extremo serás del mundo / Sevilla, pues en ti vemos / juntarse los dos extremos, flanqué de chaque côté d'arcs de moindre importance. Cette porte donnait sur une place forte, par laquelle on accédait à la ville au sud, et limitée à l'est et à l'ouest par deux autres arcs. Les cinq arcs étaient décorés de statues. La porte de la Macarena était ornée d'inscriptions et de fresques dont une, sur l'attique, dédiée à la Vierge des Rois (Virgen de los Reyes), la sainte patronne de Séville. Elle abritait en outre un retable consacré à la Vierge de la piété, qui fut enlevé peu avant 1849,,,.
La rénovation de la porte demandée en 1723 par le maire de la ville Alonso Pérez de Saavedra y Narváez et celle de 1795 effectuée par l'architecte municipal José Chamorro supprimèrent son aspect almoravide et lui donnèrent un style classique qui n'a été que peu modifié depuis. La Porte de la Macarena devint la plus grande des portes de la ville. En septembre 1836, lors de l'invasion de l'Andalousie par les troupes carlistes, un fossé fut creusé autour de la muraille et un pont-levis installé à la Porte de la Macarena pour protéger la cité. Dix-huit ans plus tard, lors de la Révolution de 1854, c'est par cette porte que le général O'Donnell entra dans la ville.
Les murailles, au milieu du XVIIIe siècle, se trouvaient dans un état déplorable. À partir de 1859, leur éventuelle destruction fut intensivement débattue entre le conseil municipal (partisan de la démolition), la Commission des Monuments, l'Académie des Beaux-Arts et la Société économique d'amis du pays (Sociedad Económica de Amigos del País). Il fut décidé de détruire partiellement l'enceinte en gardant le tronçon du secteur nord, qui comprenait la Porte de la Macarena.
À la suite de la révolution de 1868, qui détrôna Isabelle II, un des premiers objectifs du nouveau gouvernement qui entra en fonction le 20 septembre 1868 fut l'éradication des portes de ville et des murailles, symboles de la répression. Il s'unit à l'aristocratie bourgeoise et marchande pour laquelle l'élimination de l'enceinte, et avec elle l'avènement de nouvelles possibilités de développement de la ville, présentait des avantages évidents. Dans cette période de vide administratif et institutionnel, les murailles purent alors être abattues sans que des institutions culturelles et autres organismes officiels ne puissent intervenir. En deux mois, plus de la moitié des portes encore existantes et une grande partie de la muraille furent partiellement détruites afin que toute possibilité de retour en arrière soit impossible. Six portes de ville furent ainsi détruites avant la Révolution, et six autres après. Il n'en resta que quatre en 1875, dont la Porte de la Macarena, les autres étant la Porte de Cordoue, le Guichet de l'Huile (Postigo del Aceite) et le Guichet de l'Alcazar. En outre, parmi les rares tronçons de la muraille sauvés de la démolition, on compte celui situé directement à l'est de la Porte de la Macarena, qui s'arrête à la Porte de Cordoue.

### Inscription comme Bien d'intérêt culturel
Ce ne fut qu'au début du XXe siècle qu'on prit conscience de la valeur historique et culturelle de la muraille de Séville. La Porte de la Macarena et le tronçon des murailles situé immédiatement à l'est, appelé muraille de la Macarena, furent déclarés Bien d'intérêt culturel le 20 janvier 1908. Les autres tronçons de muraille et portes de ville encore debout furent à leur tour protégés entre 1931 et 1985.

## Origine du nomMacarena
L'origine exacte du nom Macarena n'est pas claire. Il est possible qu'il vienne du terme arabe Macarea ou du nom Bab–al-Makrin sous lequel était connu l'Arc de la Macarena du temps de la domination musulmane. Il se pourrait également qu'il provienne de Macarius (le nom d'un patricien romain qui aurait possédé de grandes propriétés dans la région), du nom d'une infante maure qui vécut dans le quartier ou de celui de Macaria, une fille d'Hercule,,.

## Localisation et description
La Porte de la Macarena se trouve à l'extrémité nord du district Casco Antiguo, dont le tracé correspond plus ou moins à celui de l'enceinte originelle, plus précisément dans le quartier de San Gil. Elle est traversée par la rue Don Fadrique. Dans le voisinage immédiat de la porte se trouve la Basilique de la Macarena. Les deux monuments sont peints dans les mêmes teintes de jaune et de blanc.
Depuis les deux transformations de 1723 et 1795, la porte est formée d'un arc sur l'attique duquel se trouve depuis 1922, à l'endroit où se trouvait la fresque de la Vierge des Rois, un azulejo représentant la Vierge de la Esperanza Macarena (Esperanza Macarena de Sevilla), œuvre de Manuel Rodríguez y Pérez de Tudela, sous lequel peut être lue la devise Esperanza nuestra, Ella es morada de Dios y Puerta del Cielo. La vierge est flanquée des blasons de l'Espagne, de Séville et de la Confrérie de la Macarena. L'arc est surmonté de sept pinacles, dont un sur chaque montant. Cinq pierres gravées (trois à gauche et deux à droite) sont enclavées dans les montants de la porte, extra-muros. Sur l'une de celles de droite, une ordonnance de 1630 demande aux gardes des murailles de ne pas exercer leurs fonctions hors de la zone limitée par la porte. Deux autres, à gauche, mentionnent que la porte fut reconstruite en 1723 et en 1795. Sur une autre, inaugurée le 7 mai 1923 par Son Altesse impériale et royale la Princesse María de la Esperanza de Borbón-Dos Sicilias y Orléans, peut être lu que la Mère de Dieu (se référant ici à la Esperanza de la Macarena) prit possession de l'Arc,.

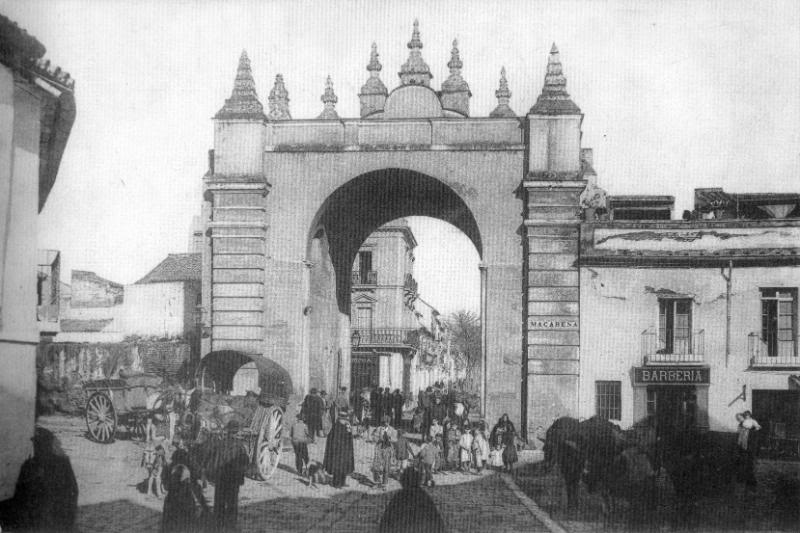
La Porte de la Macarena vers 1900.
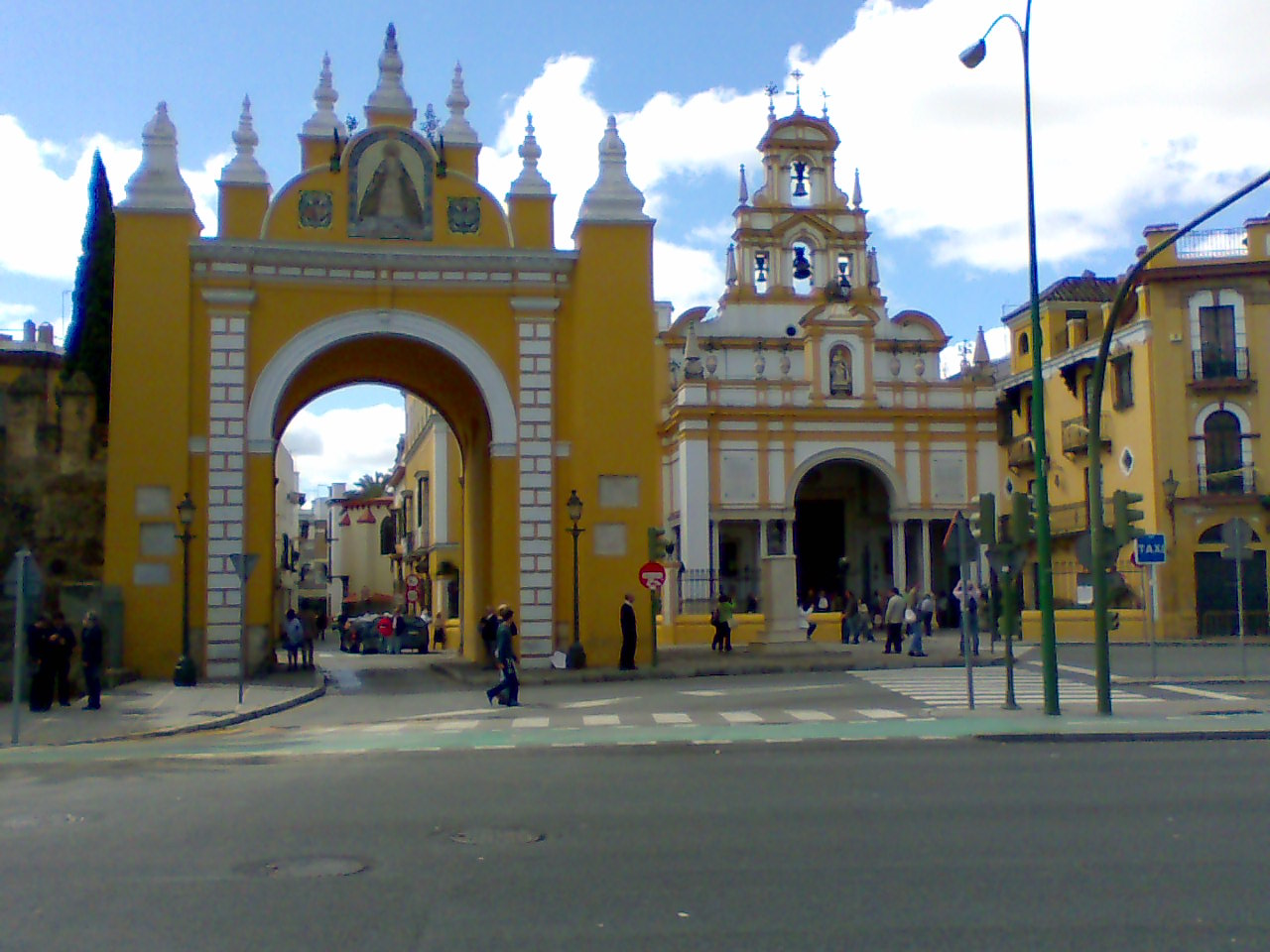
La Porte de la Macarena avec, à sa droite au second plan, la Basilique du même nom.